# 英國鐵路345型電力動車組
英國鐵路345型電力動車組（英語：British Rail Class 345）是由龐巴迪運輸為英國倫敦橫貫鐵路（伊莉莎白線）製造的一款電力動車組。
2017年6月22日起，首批共15列345型動車組於利物浦街站至仙菲爾德站之間的倫敦交通局鐵路正式投入運營。

## 歷史

### 背景與規格
2008年，英国政府的机车车辆计划中提出，需要约610辆采用与泰晤士连线车辆相似设计的铁路车辆用于横贯铁路，以满足2007年《铁路技术战略》（英語：Rail Technical Strategy）的设计改进要求，包括采用支持卫星通信和符合欧洲列车控制系统3级(ETCS Level 3)技术的列车信号/通信系统、再生制动、低运行成本和高可靠性、轻量化和高加速度。
计划中公布的技术指标包括：定员1500人，设座位450个，全列设有空调且列车总长不超过205米（673英尺）、最高运行速度145公里/小时（90英里/小时），每公里耗电量约24千瓦时。在横贯铁路的中心隧道区段，列车将与屏蔽门同步运作。对345型动车组的测试显示其每公里耗电量仅为14千瓦时，比既定能耗目标有所提高。该协议亦包含在老橡公地建设车辆段的内容。
横贯铁路于2010年12月启动采购项目，该计划价值约10亿英镑，包括70组定员1500人的10节编组列车的制造，以及车辆段的建设。

### 招標與資金調配
橫貫鐵路於2011年3月宣佈阿爾斯通、龐巴迪、CAF、日立及西門子五家公司入圍。投標過程原訂於同年年底開始，並預計於2013年簽訂合同；然而，為了避免新車在橫貫鐵路隧道工程完工之前被閒置，加上英國政府重新審查其採購項目，橫貫鐵路於2011年8月將標推遲至2012年，而簽訂合同日期亦相應延遲。另外，倫敦交通局曾出於對私人主動融資的疑慮而考慮直接購買列車，惟其提高債務上限的申請於2011年12月被交通部否決。橫貫鐵路於2012年正式發出投標邀請書，並在文件中列明中標者需要「負責任地採購物料」，包括向英國當地的供應商提供商機，以及為當地中小企業提供培訓機會。
阿爾斯通於2011年8月以缺乏合適的研發產品為由退出橫貫鐵路列車投標；而龐巴迪則在2012年未能贏得泰晤士連線新車合同後宣佈，假如無法贏得橫貫鐵路列車的合同，會考慮關閉德比利特徹奇巷工廠。西門子於2013年7月宣佈因產能不足無法按時完成新訂單而退出投標。
2012年9月，英國政府宣佈將為橫貫鐵路列車額外承擔2.4億英鎊款項，而歐洲投資銀行則於2013年12月同意向倫敦交通局提供最多5億英鎊的車輛貸款。
2014年2月6日，英國政府宣佈龐巴迪獲得價值10億英鎊的橫貫鐵路列車合同。根據合同，龐巴迪將製造65列列車，而英國交通部可按需要再增購18列。

## 車隊詳情

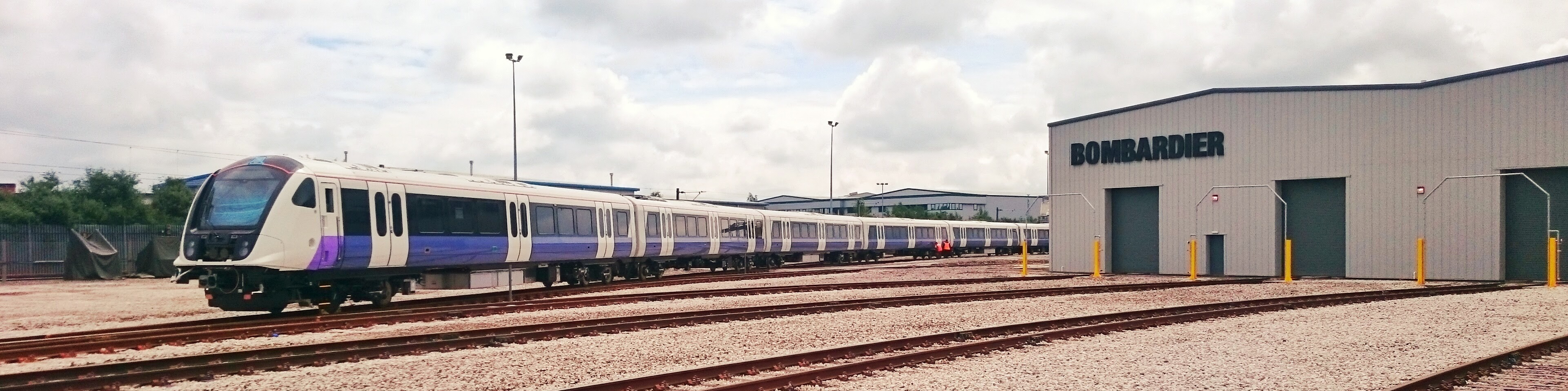
一列於龐巴迪德比利特徹奇巷工廠組裝完成的345型動車組

龐巴迪共為橫貫鐵路製造70組（共630輛）345型：
| 車型  | 營運者   | 列車總數 | 製造年份    | 列車車廂數目 | 列車編號      |
| ----- | -------- | -------- | ----------- | ------------ | ------------- |
| 345型 | 橫貫鐵路 | 70       | 2015 – 2018 | 9            | 345001–345070 |

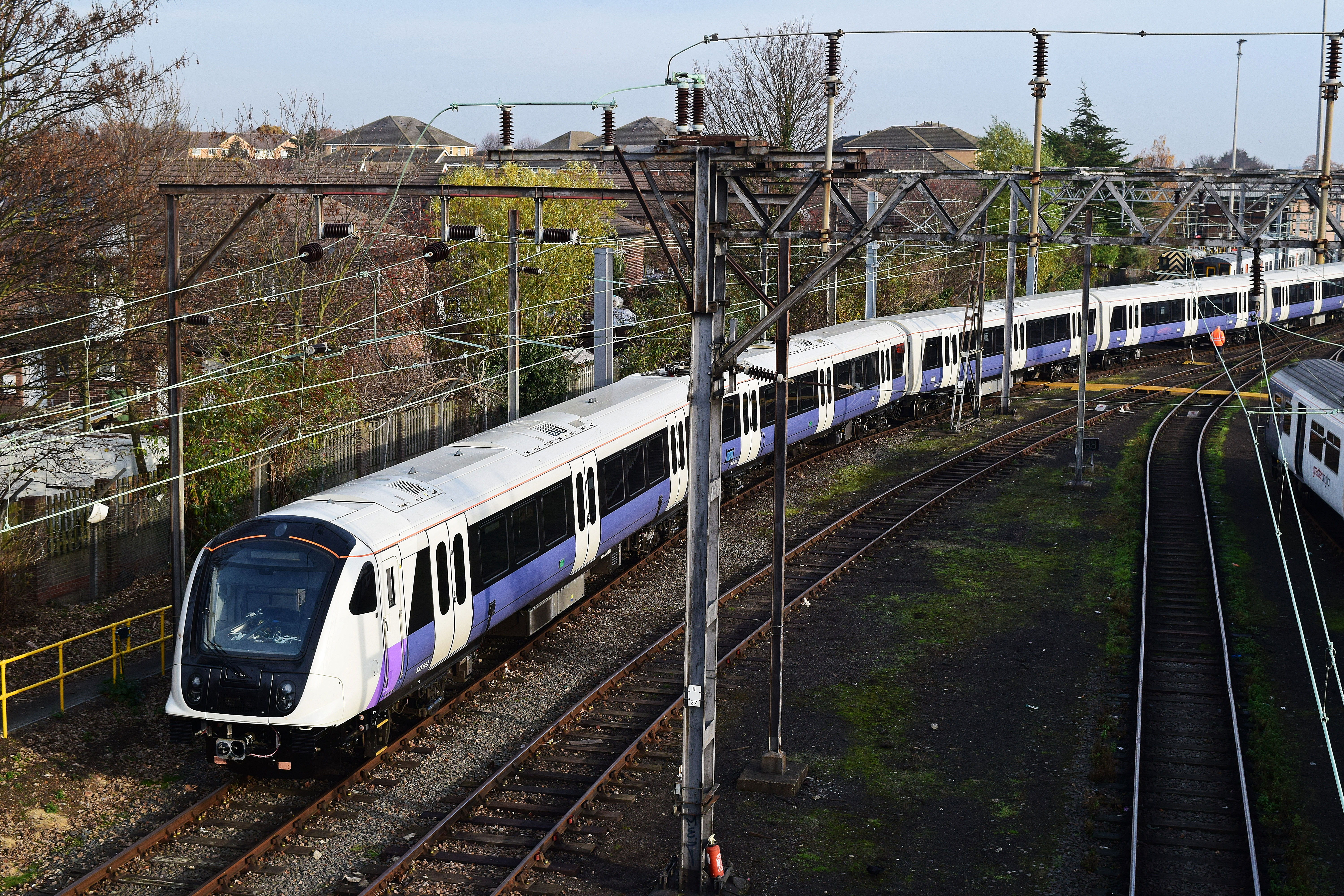
一組全新345型動車組（編號345002）抵達伊爾福德動車段

首批共15組345型動車組於2017年陸續交付倫敦交通局鐵路，並於6月22日起在來往利物浦街站與仙菲爾德站之間的路線投入運營，逐漸取代服役近40年的315型動車組。由於利物浦街站的月台長度問題，該批345型列車為7輛編組。2018年5月起，伦敦帕丁頓與希斯羅機場間的旅客列車線路全新引進的345型全部採用9輛編組，此前交付的7輛編組的345型亦會於2019年年底前進行改造。改造後的列車將支持4G及WiFi上網，並設有方便輪椅使用者的設施。

### 其他條目
- 英國鐵路700型電動列車（英语：British Rail Class 700）：由西門子為泰晤士連線製造的新列車，規格與345型電動列車接近。
- 英國鐵路710型電動列車（英语：British Rail Class 710）：另一款由龐巴迪製造、同屬Aventra系列的列車，將隸屬倫敦地上鐵。

### 外部連結
- 橫貫鐵路網站的相關資料 （页面存档备份，存于） （英文）
- 倫敦交通局發放的列車設計介紹短片 （页面存档备份，存于） （英文）